# Linden (thị trấn), Wisconsin
Linden là một thị trấn thuộc quận Iowa, tiểu bang Wisconsin, Hoa Kỳ. Năm 2010, dân số của thị trấn này là 824 người.